# Alchemilla brachetiana
Alchemilla brachetiana é uma espécie de rosácea do gênero Alchemilla, pertencente à família Rosaceae.